# Fashkol Poshteh
Fashkol Poshteh (persiska: فشکل پشته) är en ort i Iran.   Den ligger i provinsen Gilan, i den norra delen av landet, 170 km nordväst om huvudstaden Teheran. Fashkol Poshteh ligger 68 meter över havet och antalet invånare är 486.
Terrängen runt Fashkol Poshteh är varierad, och sluttar norrut. Runt Fashkol Poshteh är det ganska tätbefolkat, med 134 invånare per kvadratkilometer. Närmaste större samhälle är Rūdsar, 16,4 km nordväst om Fashkol Poshteh. I omgivningarna runt Fashkol Poshteh växer i huvudsak blandskog.